# Gold Coast United FC
Gold Coast United FC – australijski, klub piłkarski z siedzibą w Gold Coast (Queensland). Założony w 2008 roku; w latach 2009 – 2012 klub występował w rozgrywkach A-League, rozwiązany w 2012 roku. W sierpniu 2017 roku klub został reaktywowany, występuje w rozgrywkach National Premier Leagues Queensland.

## Historia
Football Federation Australia (FFA) krajowy organ zarządzający ligą piłkarską A-League zaplanowała na sezon 2008/2009 powiększenie ligi do dziesięciu zespołu. FFA zaakceptowała dwie oferty pod roboczymi nazwami Gold Coast Galaxy FC oraz Northern Thunder FC. Oferta zespołu Gold Coast Galaxy została poparta przez potentata na rynku nieruchomości Freda Taplina. Pomimo uzyskania zgody dla oferty Gold Coast Galaxy, zespół dopiero w kolejnym sezonie 2009/2010 przystąpił do rozgrywek krajowych. Spowodowane to było wycofaniem się głównego sponsora oferty Northern Thunder FC. W wyniku przesunięcia daty zwiększenia liczby zespołów występujący w A-League, FFA do końca czerwca 2008 roku otrzymała 10 nowych ofert związanych z przystąpieniem drużyn do ligi krajowej. W dniu 3 czerwca 2008 roku Fred Taplin przestał się ubiegać o licencja dla zespołu z Gold Coast, jednocześnie w tym samym dniu oferta uzyskała nowe wsparcie finansowe ze strony przedsiębiorcy górniczego Clive'a Palmera. Ostatecznie w sierpniu 2008 roku oferta została zaakceptowana przez dyrektora generalnego FFA Bena Buckleya w wyniku spełnienia wszystkich wymogów prawnych.

### A-League
Debiut w A-League nastąpił w 8 sierpnia 2009 roku, na stadionie Lang Park. Gold Coast United wygrało spotkanie z zespołem Brisbane Roar 3:1. Zespół w latach 2009–2012 prowadzony był przez trenera Mirona Bleiberga. W pierwszym sezonie Gold Coast United zajęło 3. miejsce w lidze i tym samym awansowało do serii finałowej rozgrywek. Drużyna w tej fazie sezonu w meczu eliminacyjnym zmierzyła się z zespołem Newcastle United Jets, mecz zakończył się wynikiem 0:0, a w rzutach karnych wygrała drużyna Newcastle Jets.
W przerwie pomiędzy sezonami 2009/2010 a 2010/2011 ogłoszono, iż właściciel klubu Clive Palmer w dniu 9 kwietnia 2010 roku zakończył finansowanie klubu Gold Coast United co groziło jednocześnie natychmiastową likwidacją drużyny. Jednak do takiej sytuacji nie doszło, a Palmer pozostał głównym udziałowcem klubu. Dyrektor naczelny klubu Clive Mensink zaprzeczył również tym informacją, ale jednocześnie poinformował, że klub będzie zmuszony do przeprowadzenia zmian w strukturze własnościowej.
Pod koniec sezonu 2011/2012, FFA w dniu 29 lutego 2012 roku zawiesiła licencję zespołowi Gold Coast United zarządzaną przez Clive Palmera, jednocześnie klubowi pozwolono rozegrać cztery ostatnie spotkania i tym samym dokończyć sezon zasadniczy. Na dziesięć dni przed decyzją FFA z klubem pożegnał się jej szkoleniowiec Miron Bleiberg, do końca sezonu drużynę poprowadził trener tymczasowy Mike Mulvey. Klub po ogłoszeniu decyzji FFA miał sześć tygodni na znalezienie nowego sponsora i tym samym mógłby uzyskać licencje na występy w sezonie 2012/2013. Ostateczna decyzja FFA o nieprzyznaniu licencji na nowy sezon została ogłoszona w dniu 5 kwietnia 2012 roku.

#### Gold Coast United FC w poszczególnych sezonach
| Sezon     | Miejsce | M  | Z  | R  | P  | B     | Pkt | Seria finałowa     |
| --------- | ------- | -- | -- | -- | -- | ----- | --- | ------------------ |
| 2009/2010 | 3       | 27 | 13 | 5  | 9  | 39–35 | 44  | runda eliminacyjna |
| 2010/2011 | 4       | 30 | 12 | 10 | 8  | 40–32 | 46  | półfinał           |
| 2011/2012 | 10      | 27 | 4  | 9  | 14 | 30–42 | 21  | brak awansu        |

Legenda:

    mistrzostwo ligi, 1. miejsce w sezonie zasadniczym lub zwycięstwo w innych rozgrywkach;

    2. miejsce w sezonie zasadniczym lub finał rozgrywek;

    3. miejsce w sezonie zasadniczym lub 3. miejsce w innych rozgrywkach.

### Reaktywacja klubu
W dniu 3 sierpnia 2017 roku klub został oficjalnie reaktywowany i od sezonu 2018 dołączył do rozgrywek stanowych National Premier Leagues Queensland.

## Sukcesy
- Mistrz Australii w rozgrywkach młodzieżowych (2): 2010, 2011.
- Zwycięzca sezony zasadniczego rozgrywek młodzieżowych (1): 2011.

## The M1 Derby
The M1 Derby określenie spotkań rozgrywanych pomiędzy Gold Coast United FC i Brisbane Roar FC w latach 2009 – 2012. Rywalizacja obu zespołów wynikała z ich bliskiego położenia geograficznego, między miastami Gold Coast i Brisbane odległość wynosi około 80 km (w linii prostej). Pierwsze spotkanie zostało rozegrane 8 sierpnia 2009 roku i zakończyło się zwycięstwem klubu Gold Coast United w stosunku 2:1. Natomiast ostatnie spotkanie zostało rozegrane w sezonie 2011/2012 w dniu 25 marca 2012 roku i zakończyło się porażką klubu Gold Coast United w stosunku 1:2. Rywalizacja pomiędzy zespołami dobiegła końca wraz z decyzją FFA o nieprzyznaniu licencji klubowi Gold Coast United na kolejny sezon (2012/2013) w A-League.

### Bilans pojedynków Gold Coast United - Brisbane Roar
| Rozgrywki | M | Z | R | P | B+ | B– | +/– |
| --------- | - | - | - | - | -- | -- | --- |
| A-League  | 9 | 4 | 2 | 3 | 13 | 13 | 0   |
| Ogółem    | 9 | 4 | 2 | 3 | 13 | 13 | 0   |

Źródło:.

## Rekordy
Poniżej zaprezentowano rekordy klubu w rozgrywkach A-League.
Najwyższa wygrana:
- Gold Coast United FC 5:0 North Queensland Fury FC (15 sierpnia 2009).

Najwyższa porażka:
- Wellington Phoenix FC 6:0 Gold Coast United FC (25 października 2009).

Najwięcej zwycięstw z rzędu:
- 4 spotkania (od 31 października do 21 listopada 2010).

Najwięcej porażek z rzędu:
- 5 spotkań (od 6 listopada do 3 grudnia 2011).

Najdłuższa seria bez przegranego meczu:
- 11 spotkań (od 12 września do 21 listopada 2010).

Najdłuższa seria bez wygranego meczu:
- 13 spotkań (od 31 grudnia 2011 do 9 marca 2012).